# Ricky Martin 17
Ricky Martin 17 je třináctým albem a třetí hudební kompilací Portorického zpěváka Rickyho Martina. Obsahuje
sedmnáct písniček z jeho sedmnáct let dlouhé práce, které by Sony Music měla vydat kolem 18. listopadu 2008.

## Informace albu
Sedmnáct let kariéry a sedmnáct hitů to je celkem jednoduchý důvod, proč nazvat kolekci hitů Rickyho Martina takto jednoduchou číslovkou. Zpěvák sám jednotlivé písničky vybíral, a tak se tu vedle těch největších hitovek jako "Livin' Da Vida Loca", "Nobody Wants To Be Lonely" či "María" objevují i španělsky zpívané věci a písničky v nejrůznějších remixových podobách. "17" vychází v limitované edici s bonusovým DVD, obsahující stejný počet videoklipů, fotogalerii, dokument a scény ze zákulisí.  
Tato kompilace byla vydána pouze pro Severní Ameriku, přičemž Ricky Martin klade důraz hlavně na písně ve španělštině. O sedm měsíců později vychází evropská kompilace neboli ekvivalent (která je zaměřena na anglické písně) byla vydána s názvem Ricky Martin - Greatest Hits.

## Seznam písní
| #  | Píseň                            | Poznámka                                                      | Délka |
| -- | -------------------------------- | ------------------------------------------------------------- | ----- |
| 1  | "Fuego Contra Fuego"             |                                                               | 4:26  |
| 2  | "El Amor De Mi Vida"             |                                                               | 3:57  |
| 3  | "Qué Día Es Hoy? (Self Control)" | Remix Version                                                 | 4:50  |
| 4  | "Te Extraño, Te Olvido, Te Amo"  |                                                               | 4:39  |
| 5  | "María"                          | Pablo Flores Spanglish Radio Edit                             | 4:30  |
| 6  | "Vuelve"                         |                                                               | 5:08  |
| 7  | "La Copa De La Vida              | Remix Spanglish - 1998 FIFA World Cup official anthem         | 4:37  |
| 8  | "La Bomba"                       | Remix - Single Edit                                           | 4:27  |
| 9  | "Livin' La Vida Loca             | Remix Spanglish                                               | 4:03  |
| 10 | "Bella"                          |                                                               | 4:54  |
| 11 | "Nobody Wants To Be Lonely"      | Featuring Christina Aguilera                                  | 4:12  |
| 12 | "Tal Vez                         |                                                               | 4:39  |
| 13 | "Asignatura Pendiente"           |                                                               | 3:58  |
| 14 | "Y Todo Queda En Nada            |                                                               | 4:38  |
| 15 | "I Don't Care"                   | Ralphi & Craig's Club Radio Edit - Featuring Fat Joe & Amerie | 3:36  |
| 16 | "Déjate Llevar"                  | It's Alright - Spanish                                        | 3:34  |
| 17 | "Tu Recuerdo                     | MTV Unplugged Version - Featuring La Mari & Tommy Torres      | 4:07  |

## Ricky Martin 17 DVD - Seznam písní
1. Te Extraño, Te Olvido, Te Amo
2. María (Remix)
3. Fuego de Noche, Nieve de Dia
4. Vuelve
5. La Copa de La Vida (Spanglish version)
6. La Bomba (Remix)
7. Livin' La Vida Loca
8. Bella (She's All I Ever Had)
9. She Bangs
10. Loaded
11. Nobody Wants To Be Lonely (Solo Quiero Amarte) (featuring Christina Aguilera)
12. Tal Vez
13. Y Todo Queda En Nada
14. Juramento
15. Qué Más Da
16. Dejate Llevar
17. Tu Recuerdo (Živě z MTV Unplugged) (featuring La Mari from Chambao & Tommy Torres)

Bonus Video
1. Que Dia Es Hoy (Self Control) (Španělsky Remix - 1993)

### Další Vydání Materialu
- Almas Del Silencio (Pohled do Zákulisí)
- Life (Life Featurette)
- Diskografie/Foto Galerie (1991-2007)

## Umístění ve světě
| Hitparáda (2008/09)             | Umístění |
| ------------------------------- | -------- |
| Argentina                       | 16       |
| Mexican Albums Chart            | 10       |
| Ekuador                         | 6        |
| Venezuela                       | 10       |
| Uruguay                         | 7        |
| U.S. Billboard Top Latin Albums | 21       |
| U.S. Billboard Latin Pop Albums | 5        |